# بوگن
بوگن (به قزاقی: Bögen) یک رود است که در قزاقستان واقع شده‌است.